# Provinciaal park Tatshenshini-Alsek
Het provinciaal park Tatshenshini-Alsek is een natuurreservaat in het noordwesten van Canada. Het provinciaal park is gelegen in en wordt beheerd door de provincie Brits-Columbia. Het bevindt zich in het uiterste noordwestelijke puntje van de provincie, omgeven door het Canadese territorium Yukon en de grensstrook van de Amerikaanse staat Alaska.

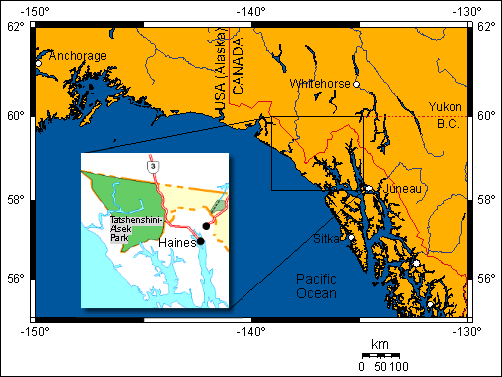
locatie van Tatshenshini-Alsek

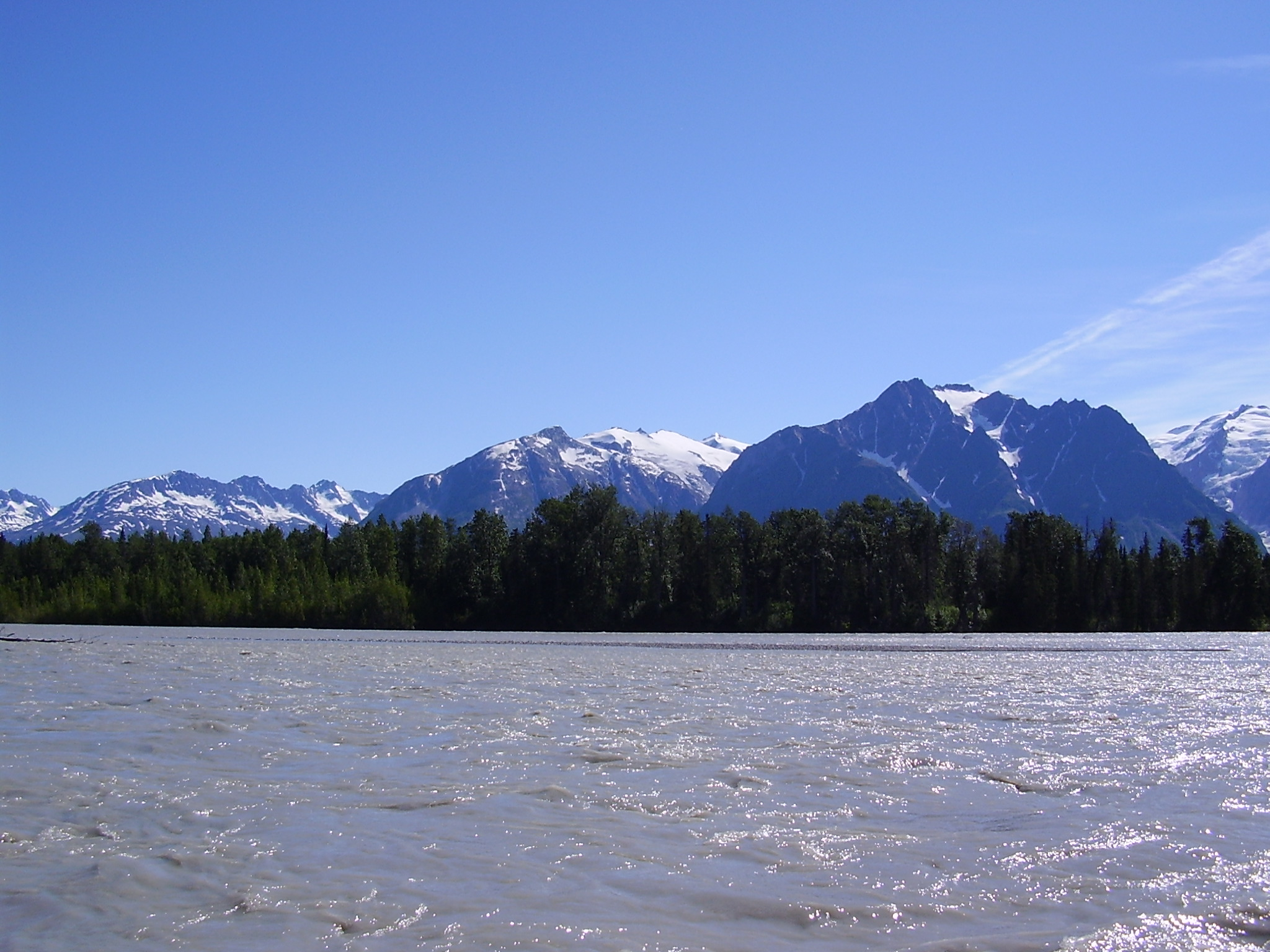
Samenvloeiing van de rivieren Alsek en Tatshenshini

Het park heeft een oppervlakte van 9.580 km². Het werd opgericht in 1993 na een intensieve campagne van Canadese en Amerikaanse natuuractivisten die hiermee de ontginning door mijnbouw en de ontwikkeling van dit natuurerfgoed met een rijke biodiversiteit wilden tegenhouden. In het park leeft een grote groep grizzlyberen, en het is de enige Canadese habitat van de gletsjerbeer, een Amerikaanse zwarte beer met een blauw-grijze vacht. Verder zijn er Dalls schapen en grote populaties sneeuwgeiten, Kenai elanden, grijze wolven, Amerikaanse zeearenden, steenarenden, slechtvalken, giervalken en trompetzwanen.
Het park is genoemd naar de twee rivieren die het park doorstromen, de Alsek en de Tatshenshini. In het park bevinden zich ook vele vissersnederzettingen van de Tlingit en Southern Tutchone autochtone bevolkingsgroepen van Canada. Het gebied was een van de laatst geëxploreerde gedeelten van Canada. Geologische verkenning gebeurde eerst in 1960 en leidde tot de vondst van aanzienlijke kopervoorraden.
Het provinciaal park Tatshenshini-Alsek is samen met de aangrenzende Amerikaanse parken Wrangell-St. Elias en Glacier Bay in Alaska en het aangrenzende Canadese Nationaal park Kluane in Yukon opgenomen op de Werelderfgoedlijst van UNESCO. Het internationaal parkgebied gevormd door Kluane en Wrangell-St. Elias werd in 1979 erkend, Glacier Bay werd in 1992 toegevoegd, dit park werd in 1994 toegevoegd.
- Virtual International Authority File: 315143078
- WorldCat: E39PBJwxHwxFM74xqvbF4bKyBP